# Félix Van den Bergh
Félix Van den Bergh (Borgerhout, 27 januari 1905 - 26 mei 1988) was een Belgisch politicus voor de KPB.

## Levensloop
De bankwerker Van den Bergh sloot zich aan bij de Kommunistische Partij van België. Tijdens de Tweede Wereldoorlog behoorde hij tot een verzetsgroep die sluikbladen publiceerde.
Hij werd in 1946 verkozen tot communistisch volksvertegenwoordiger voor het arrondissement Antwerpen.
Hij vervulde dit mandaat tot in 1949 en verdween vervolgens in de anonimiteit.

## Publicatie
- De Volksgazet. Kamporgaan van de 600.000, uitgegeven door Kommunistische Partij van België (KPB), samengesteld door David De Vries en Felix Van den Bergh, Antwerpen.